# (1034) Mozartia
(1034) Mozartia est un astéroïde de la ceinture principale.

## Description
(1034) Mozartia est un astéroïde de la ceinture principale découvert le 7 septembre 1924 par l'astronome russe Vladimir Aleksandrovich Albitzky. Sa désignation provisoire était 1924 SS. Son nom lui a été donné en hommage au musicien et compositeur autrichien Wolfgang Amadeus Mozart (1756-1791).